# Norman County
Das Norman County ist ein County im US-amerikanischen Bundesstaat Minnesota. Im Jahr 2020 hatte das County 6441 Einwohner und eine Bevölkerungsdichte von 2,8 Einwohnern pro Quadratkilometer. Der Verwaltungssitz (County Seat) ist Ada.

## Geografie
Das County liegt im Nordwesten Minnesotas am Ostufer des Red River of the North, der die Grenze zu North Dakota bildet. Es hat eine Fläche von 2271 Quadratkilometern, wovon ein Quadratkilometer Wasserfläche ist. Der Wild Rice River durchfließt das County in Ost-West-Richtung bis zu seiner Mündung in den Red River. An das Norman County grenzen folgende Nachbarcountys:
|                             | Polk County |                 |
| Trail County (North Dakota) |             | Mahnomen County |
| Cass County (North Dakota)  | Clay County | Becker County   |

## Geschichte
Das Norman County wurde am 8. November 1881 aus Teilen des Polk County gebildet. Benannt wurde es nach den ersten norwegischen Siedlern, die sich hier niederließen.

## Demografische Daten

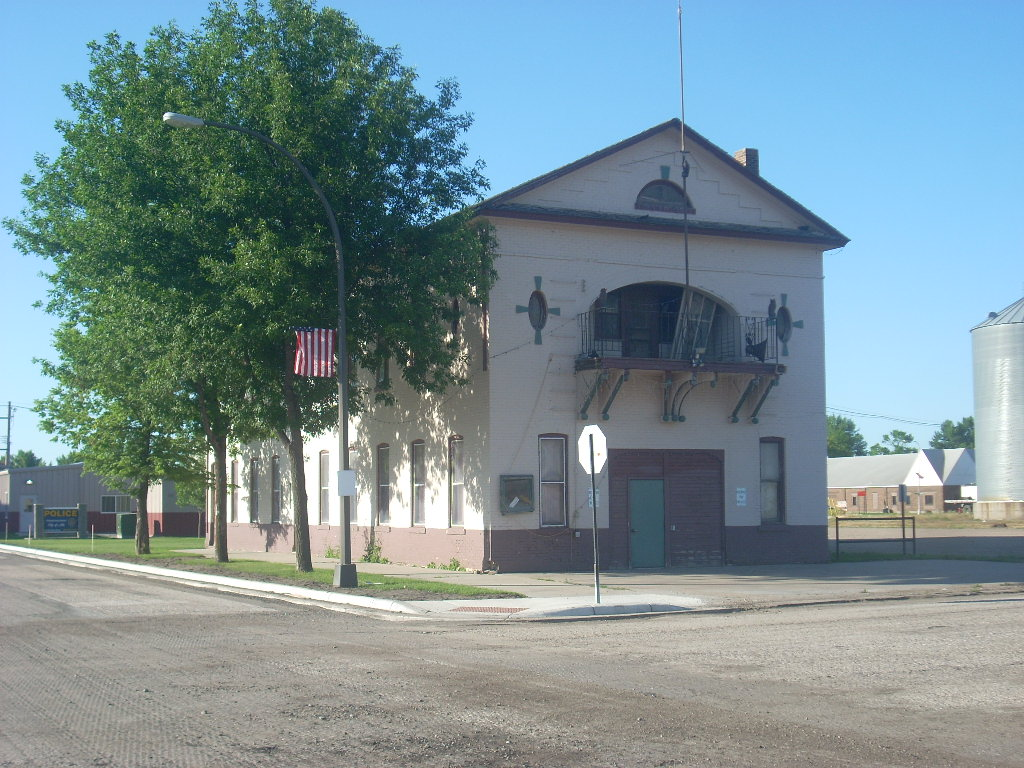
Ada Village Hall, seit 1998 im NRHP gelistet

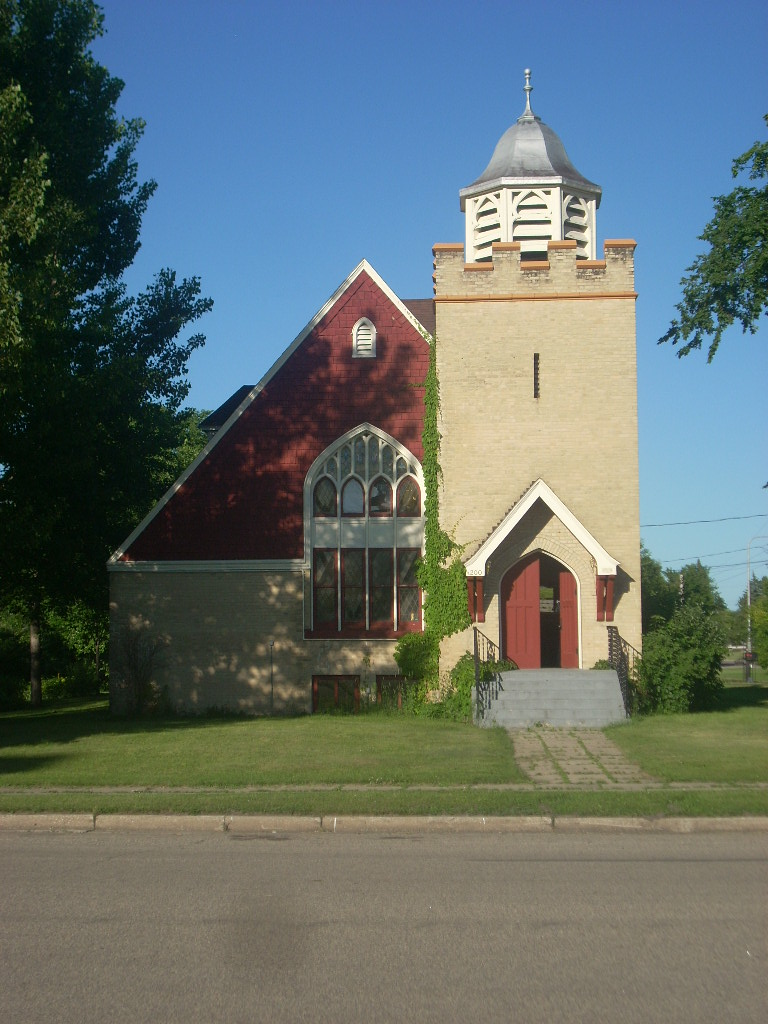
Congregational Church in Ada, seit 1984 im NRHP gelistet

Nach der Volkszählung im Jahr 2010 lebten im Norman County 6852 Menschen in 2852 Haushalten. Die Bevölkerungsdichte betrug drei Einwohner pro Quadratkilometer. In den 2852 Haushalten lebten statistisch je 2,35 Personen.
Ethnisch betrachtet setzte sich die Bevölkerung zusammen aus 95,3 Prozent Weißen, 0,2 Prozent Afroamerikanern, 1,8 Prozent amerikanischen Ureinwohnern, 0,5 Prozent Asiaten sowie aus anderen ethnischen Gruppen; 2,2 Prozent stammten von zwei oder mehr Ethnien ab. Unabhängig von der ethnischen Zugehörigkeit waren 4,3 Prozent der Bevölkerung spanischer oder lateinamerikanischer Abstammung.
23,8 Prozent der Bevölkerung waren unter 18 Jahre alt, 54,7 Prozent waren zwischen 18 und 64 und 21,5 Prozent waren 65 Jahre oder älter. 49,9 Prozent der Bevölkerung war weiblich.

Das jährliche Durchschnittseinkommen eines Haushalts lag bei 43.333 USD. Das Pro-Kopf-Einkommen betrug 23.463 USD. 12,7 Prozent der Einwohner lebten unterhalb der Armutsgrenze.

## Ortschaften im Norman County
Citys
| - Ada - Borup - Gary - Halstad | - Hendrum - Perley - Shelly - Twin Valley |

Unincorporated Communities
- Faith
- Lockhart
- Syre

## Gliederung
Das Norman County ist in neben den acht Citys in 24 Townships eingeteilt:
| Township              | Einw. (2010) | FIPS     |
| --------------------- | ------------ | -------- |
| Anthony Township      | 62           | 27-01774 |
| Bear Park Township    | 192          | 27-04222 |
| Flom Township         | 218          | 27-21320 |
| Fossum Township       | 156          | 27-22022 |
| Good Hope Township    | 43           | 27-24380 |
| Green Meadow Township | 108          | 27-25766 |
| Halstad Township      | 108          | 27-26648 |
| Hegne Township        | 40           | 27-28178 |

| Township                | Einw. (2010) | FIPS     |
| ----------------------- | ------------ | -------- |
| Hendrum Township        | 95           | 27-28502 |
| Home Lake Township      | 148          | 27-29996 |
| Lake Ida Township       | 160          | 27-34532 |
| Lee Township            | 128          | 27-36188 |
| Lockhart Township       | 50           | 27-37790 |
| McDonaldsville Township | 175          | 27-38978 |
| Mary Township           | 83           | 27-40868 |
| Pleasant View Township  | 108          | 27-51658 |

| Township              | Einw. (2010) | FIPS     |
| --------------------- | ------------ | -------- |
| Rockwell Township     | 61           | 27-55114 |
| Shelly Township       | 115          | 27-59584 |
| Spring Creek Township | 81           | 27-61780 |
| Strand Township       | 99           | 27-63094 |
| Sundal Township       | 157          | 27-63508 |
| Waukon Township       | 114          | 27-68728 |
| Wild Rice Township    | 256          | 27-70276 |
| Winchester Township   | 56           | 27-70762 |